# Балажі
Балажі́ (рос. Балажи, башк. Баләжы) — присілок у складі Іглінського району Башкортостану, Росія. Входить до складу Кальтовської сільської ради.
Населення — 215 осіб (2010; 233 в 2002).
Національний склад:
- білоруси — 55 %
- росіяни — 40 %